# Boskalkoen
De boskalkoen (Alectura lathami) is een vogel uit de familie Megapodiidae (Grootpoothoenders).

## Leefwijze
Het dier heeft krachtige poten waarmee insecten, vruchten en zaden van de bodem worden geharkt.

## Verspreiding en leefgebied
Dit 70 cm hoge dier komt voor in het regenwoud en in dicht struikgewas aan de kustgebieden van Oost-Australië.
De soort is endemisch in Australië en telt 2 ondersoorten:
- A. l. purpureicollis: noordoostelijk Queensland.
- A. l. lathami: oostelijk Australië.

## Voortplanting
Het mannetje bouwt een nestheuvel door aarde en bladeren bij elkaar te harken. De heuvel wordt warmer door rotting en moet door het mannetje op de temperatuur van 33-35°C worden gehouden door ventilatie of door meer materiaal toe te voegen. Als de heuvel af is begint het mannetje met zware geluiden vrouwtjes te lokken die dan 18 tot 24 eieren leggen in speciale gaten in de nestheuvel. Dat leggen vindt plaats van september tot maart. De jongen groeien solitair op en kunnen na drie uur al vliegen.